# International Commerce Centre
Het International Commerce Centre, ook bekend als het ICC, is een wolkenkrabber in Hongkong. Het ICC is het hoogste gebouw van Hongkong en het op twaalf na hoogste gebouw van de wereld. De bouw begon in 2002 en werd voltooid in 2010.

## Ontwerp
Het International Commerce Centre heeft een hoogte van 484 meter; tot de hoogste verdieping gemeten is dit 468,8 meter. Het heeft een totale oppervlakte van 356.838 vierkante meter en telt naast 108 bovengrondse verdiepingen ook 4 ondergrondse etages. Het bevat in totaal 41 roltrappen en 83 liften, waarvan de dubbeldekkers snelheden tot 9 meter per seconde kunnen bereiken. Het gebouw is door Kohn Pedersen Fox Associates in modernistische stijl ontworpen.
Naast kantoorruimte vindt men in het gebouw ook een Ritz-Carlton Hotel met 312 kamers. Daarnaast bevat de wolkenkrabber de "Sky100", een observatiedek op de 100ste verdieping op 393m boven zeeniveau. Het heeft een oppervlakte van meer dan 2.787 vierkante meter.